# 貝爾切尼鄉 (普拉霍瓦縣)
44°56′N 26°6′E / 44.933°N 26.100°E
貝爾切尼鄉（羅馬尼亞語：Comuna Berceni, Prahova），是羅馬尼亞的鄉份，位於該國中南部，由普拉霍瓦縣負責管轄，面積31平方公里，海拔高度127米，2007年人口6,105，人口密度每平方公里197人。